# Зайбін
Тайбін (англ. Dhibin, араб. ذيبين) — поселення в Сирії, адміністративний центр невеличкої друзької общини в нохії Зайбін, яка входить до складу мінтаки Сальхад в південній сирійській мухафазі Ас-Сувейда.